# Baie de Mulroy
La Baie de Mulroy (Mulroy Bay  en anglais ou Cuan na Maoil Ruaidh en irlandais) est une baie ou loch de mer dans le nord du Comté de Donegal en Irlande. 

## Géographie
La baie de Mulroy sépare la péninsule de Fanad (située à l'est) de la péninsule de Rosguill (à l'ouest).
Elle est longue de 12 km. Elle est orientée principalement nord-sud. C'est une baie peu profonde (moins de 20 m de profondeur), très découpée et possédant de nombreux îlots. Cette baie est rétrécie en plusieurs endroits, où elle n'atteint que 100 à 150 m de large
Les villes situées sur la baie sont Milford, Kerrykeel et Cranford.

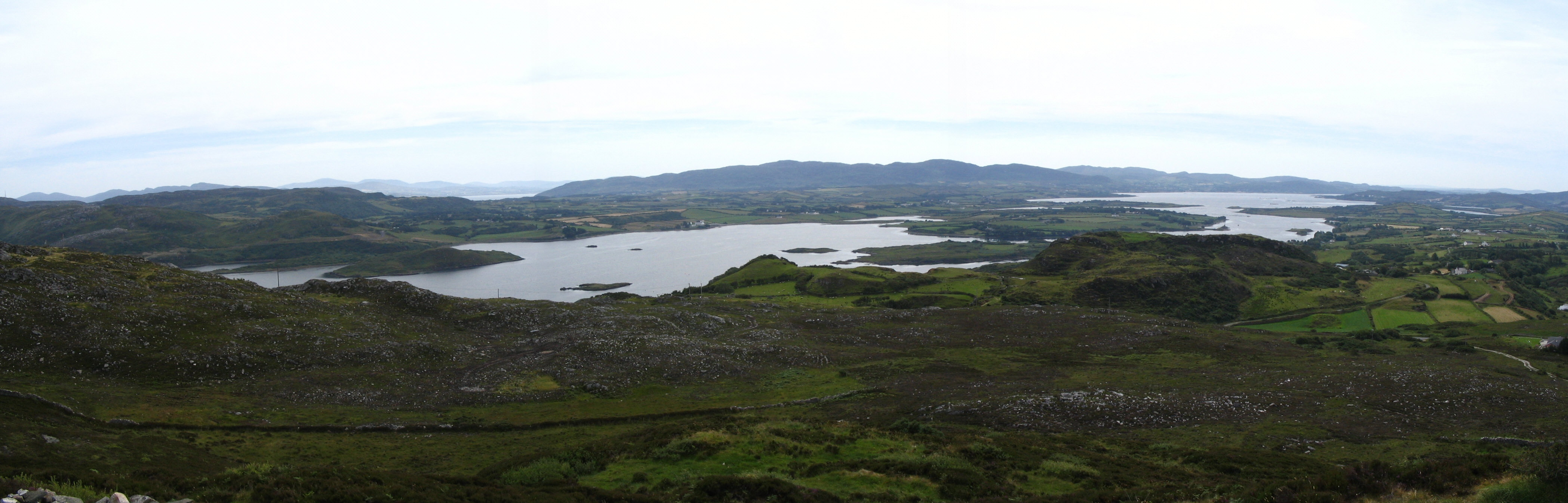
Vue de la baie de Mulroy depuis le Lurgacloughan, sommet de la péninsule de Fanad

.